# Guishan jingce
Guishan jingce (chiń. 溈山警策; dosł. „Napomnienia Guishana”) – jeden z klasycznych tekstów chanu autorstwa mistrza chan Guishana Lingyou (771–853).